# Гутеланд, Ютте
Ютте Гунлёг Элизабет Бенгтссон Гутеланд (швед. Jytte Gunlög Elisabeth Bengtsson Guteland; род. 16 сентября 1979, Бреннкюрка, Стокгольм) — шведский политический деятель. Член Социал-демократической рабочей партии Швеции. Депутат Европейского парламента с 2014 года. Член группы Прогрессивный альянс социалистов и демократов.

## Биография
Родилась 16 сентября 1979 года в Стокгольме.
Получила степень магиста по экономике Университета Сёдертёрна.
В 2005—2007 годах — член исполнительного комитета молодёжного крыла социал-демократов, отвечала за вопросы социального обеспечения. В 2007—2011 годах — председатель молодёжного крыла социал-демократов.
Работала политическим советником в Министерстве финансов Швеции и Министерстве образования Швеции. Была менеджером проекта в исследовательском центре шведской НКО Global Challenges Foundation.
По результатам выборов в Европейский парламент в Швеции в 2014 году избрана депутатом Европейского парламента. Переизбрана в 2019 году. Член Комитета по окружающей среде, здравоохранению и безопасности пищевых продуктов с 2014 года. Входила в делегацию Европарламента на Конференции ООН по изменению климата (2021).